# Schützenmulde

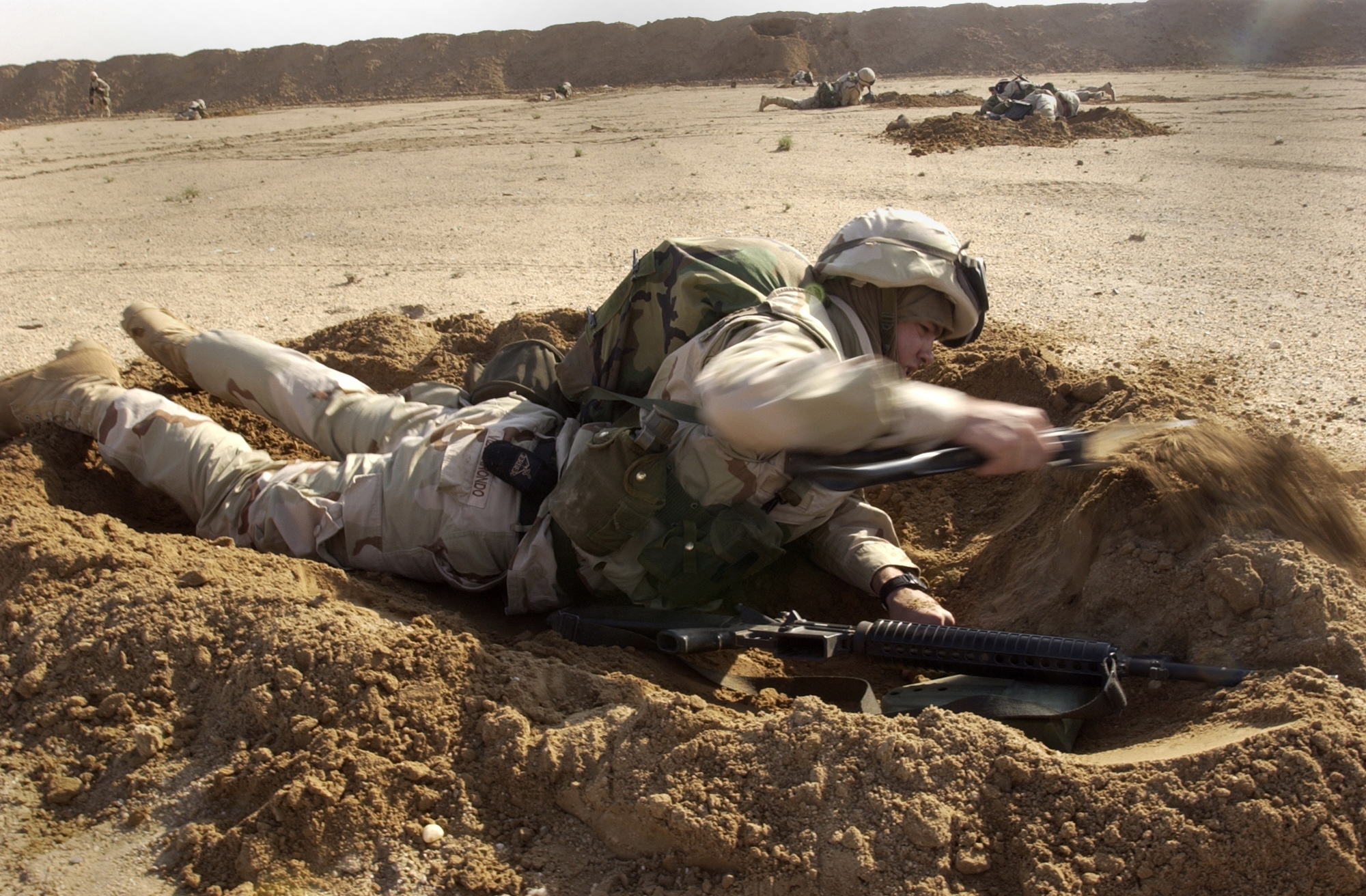
US-Soldaten heben Schützenmulden aus (2003)

Eine Schützenmulde (auch Schützenkuhle) ist die kleinste militärische Erdbefestigung bzw. Stellung für einen Soldaten. Die flache Erdvertiefung, etwa mit den Abmessungen des Soldaten, der darin Schutz finden soll, kann schnell mit nur einem Klappspaten ausgehoben werden und ist meistens provisorisch. Um die Mulde wird mit dem Aushub ein niedriger Erdwall, vor allem in Feindrichtung, aufgeworfen. Der Soldat wird in der Schützenmulde liegend nur gegen Sicht und flach gehenden Beschuss durch Handwaffen oder Splitterwirkung geschützt. Speziell bei nasser und kalter Witterung ist das Auspolstern des Untergrundes notwendig.
Schützenmulden werden dann ausgehoben, wenn Zeit, Situation oder der Untergrund es nicht zulassen, Schützenlöcher oder noch umfangreichere Schutzbauten anzulegen. Noch 1963 stand in der damals gedruckten Ausgabe von Der Reibert, „Schützenloch für liegende Schützen (Schützenmulde)“.